# Obren Blagojević
Obren Blagojević (1912. – 2001.) crnogorski znanstvenik, financijski ekspert i povjesničar, bio član SANU i CANU i prvi počasni član Dukljanske akademije nauka i umjetnosti.
Pravni fakultet 1935. završio u Beogradu, specijalizirao gospodarsko-financijsku grupu predmeta. Doktorirao je u Parizu, kao stipendist francuske vlade. 
Od početka kao partizan sudionik NOR-a. Član Izvršnog odbora Antifašističke skupštine narodnoga oslobođenja Jugoslavije.
Po oslobođenju guverner Narodne banke Jugoslavije.
Zbog političkog stava da je odbijanje Rezolucije Informbiroa od strane KPJ izdaja međunarodnog komunističkog pokreta, Blagojević je uhićen, te je od 1948. do 1956. bio u zatvoru.
Nakon toga je ponovo obavljao značajne poslove u gospodarskoj politici. Bio redovni profesor na Ekonomskom fakultetu u Nišu, utemeljitelj i ravnatelj Instituta za ekonomska istraživanja. 
Napisao je 20 knjiga u kojima je obradio više znanstvenih oblasti, uključujući povijest Pive. 
Izabrana djela Obrena Blagojevića tiskana su 1996. Za vrijedan angažman dobio je više nagrada i priznanja. 
Tijekom 1990-ih se, kao jedini član SANU, deklarirao da Crna Gora treba postati nezavisna država.
Važnija djela:
- Piva, Beograd 1971.
- Naše finansije 1941-1945, Beograd 1976.